# Tanananifololahy
Tanananifololahy est une commune urbaine malgache située dans la partie nord de la région d'Alaotra-Mangoro.